# MPEG-4 ALS
MPEG-4 ALS 또는 MPEG-4 오디오 무손실 코딩(Audio Lossless Coding)은 무손실 오디오 압축을 허용하는 MPEG-4 파트 3 오디오 표준의 확장이다. 이 확장은 2005년 12월에 마무리되었으며 2006년에 ISO/IEC 14496-3:2005/Amd 2:2006으로 게시되었다. MPEG-4 ALS에 대한 최신 설명은 MPEG-4 오디오 표준(ISO/IEC)의 서브파트 11로 게시되었다. (2019년 12월 ISO/IEC 14496-3:2019 제5판)
MPEG-4 ALS는 단기 예측변수와 장기 예측변수를 결합한다. 단기 예측기는 작동 면에서 FLAC와 유사하다. 이는 골롬 부호화 또는 BGMC(Block Gilbert Moore Coding)를 사용하여 무손실 코딩된 잔차가 있는 양자화된 LPC 예측기이다. 장기 예측 변수는 각각 고유한 지연이 있는 5개의 장기 가중 잔기로 모델링된다. 지연은 수백 개의 샘플일 수 있다. 이 예측기는 많은 악기와 사람의 목소리에 존재하는 풍부한 고조파(단일 기본 주파수의 배수, 위상 고정)가 있는 사운드의 압축을 향상시킨다.

## 같이 보기
- MPEG-4